# Alexander Ranacher
Alexander Ranacher (* 20. November 1998 in Lienz) ist ein österreichischer Fußballspieler.

## Karriere
Ranacher begann seine Karriere bei der TSU Matrei. 2014 kam er in die Akademie des Wolfsberger AC. Im Oktober 2015 debütierte er für die Amateure des WAC in der Regionalliga, als er am 15. Spieltag der Saison 2015/16 gegen den Deutschlandsberger SC in der Startelf stand und in der 81. Minute durch Thomas Riepler ersetzt wurde. Zu Saisonende stieg er mit der Zweitmannschaft aus der Regionalliga ab; man konnte aber bereits ein Jahr später wieder in die Regionalliga aufsteigen.
Im August 2017 stand er gegen den FC Admira Wacker Mödling erstmals im Kader der Profis. Sein Debüt in der Bundesliga gab er schließlich im Oktober 2017, als er am 13. Spieltag der Saison 2017/18 gegen den SK Sturm Graz in der 38. Minute für Gerald Nutz eingewechselt wurde.
Zur Saison 2018/19 wechselte er zum Zweitligisten SC Austria Lustenau, bei dem er einen bis Juni 2020 laufenden Vertrag erhielt. In drei Spielzeiten in Lustenau kam Ranacher zu 85 Einsätzen in der 2. Liga, in denen er sechs Tore erzielte. Nach der Saison 2020/21 verließ er die Vorarlberger und wechselte zum Bundesligisten WSG Tirol. Für die WSG kam er insgesamt zu 76 Bundesligaeinsätzen. Nach der Saison 2024/25 verließ er Wattens.
Zur Saison 2025/26 wechselte Ranacher anschließend zu Zweitligist SK Austria Klagenfurt.